# Télégraphie harmonique
La télégraphie harmonique (également connue sous le nom de télégraphie acoustique) est un ensemble de méthodes de multiplexage (transmission simultanée de plusieurs messages télégraphiques sur une seule ligne télégraphique) qui utilisent différentes fréquences ou canaux audio pour un même message.
Un télégraphiste utilisait un manipulateur morse conventionnel pour saisir le message en code Morse. Les impulsions codées étaient transmises sous forme d'impulsions d'une fréquence audio spécifique. À l'extrémité réceptrice, un appareil réglé sur la même fréquence résonnait aux impulsions, mais pas aux autres sur le même fil.
Les appareils de télégraphie harmonique (ou acoustique) étaient électromécaniques et produisaient des ondes sonores musicales dans l'air sur quelques mètres. La fonction principale de ces appareils n'était pas de produire des ondes sonores, mais plutôt de générer des courants électriques alternatifs à des fréquences audio sélectionnées dans des fils qui transmettaient électriquement des messages télégraphiques sur de longues distances.
Les inventeurs qui ont travaillé sur le télégraphe acoustique sont Charles Bourseul, Thomas Edison, Elisha Gray et Alexander Graham Bell. Leurs efforts pour développer la télégraphie acoustique, afin de réduire le coût du service télégraphique, ont conduit à l'invention du téléphone.
Certains des appareils de Thomas Edison utilisaient plusieurs diapasons synchronisés réglés sur des fréquences audio sélectionnées et qui ouvraient et fermaient des circuits électriques aux fréquences audio sélectionnées. La télégraphie acoustique était similaire dans son concept à l'actuel accès multiple par répartition en fréquence qui utilise des fréquences radio.

## Brevets
- (en) Brevet U.S. 0161,739 – Improvement in Transmitters and Receivers for Electric Telegraphs – Alexander Graham Bell, 6 avril 1875.
- (en) Brevet U.S. 0166,095 – Electrical Telegraph for Transmitting Musical Tones – Elisha Gray, 27 juillet 1875[3]
- (en) Brevet U.S. 0173,618 – Improvement In Electro-Harmonic Telegraphs – Elisha Gray, 15 février 1876
- (en) Brevet U.S. 0182,996 – Acoustic Telegraph – Thomas Edison, 10 octobre 1876
- (en) Brevet U.S. 0186,330 – Acoustic Electric Telegraphs – Thomas Edison, 16 janvier 1877
- (en) Brevet U.S. 0200,993 – Acoustic Telegraphs – Thomas Edison, 6 mars 1878
- (en) Brevet U.S. 0203,019 – Circuits for Acoustic or Telephonic Telegraphs – Thomas Edison, 30 avril 1878
- (en) Brevet U.S. 0235,142 – Acoustic Telegraph – Thomas Edison, 7 décembre 1880

Les cinq brevets de Thomas Edison ont été assignés à la Western Union Telegraph Company de New York.